# Бихль
Бихль (нем. и бав. Bichl) — коммуна в Германии, в земле Бавария.
Подчиняется административному округу Верхняя Бавария. Входит в состав района Бад-Тёльц-Вольфратсхаузен. Подчиняется управлению Бенедиктбойерн. Население составляет 2141 человек (на 31 декабря 2010 года). Занимает площадь 13,92 км².

## Население
По оценке на 31 декабря 2015 года население общины Бихль составляет 2187 чел. 

| Дата      | 1840 | 1871 | 1900 | 1925 | 1939 | 1950 | 1961 | 1970 | 1987 | 2011 |
| --------- | ---- | ---- | ---- | ---- | ---- | ---- | ---- | ---- | ---- | ---- |
| Население | 415  | 436  | 552  | 686  | 868  | 1327 | 1296 | 1370 | 1544 | 2080 |

| Год       | 1960 | 1970 | 1980 | 1990 | 2000 | 2009 | 2010 | 2011 | 2012 | 2013 | 2014 | 2015 |
| --------- | ---- | ---- | ---- | ---- | ---- | ---- | ---- | ---- | ---- | ---- | ---- | ---- |
| Население | 1240 | 1363 | 1469 | 1645 | 1986 | 2110 | 2141 | 2079 | 2098 | 2124 | 2107 | 2187 |